# Desmococcus captivus
Desmococcus captivus är en insektsart som beskrevs av Mckenzie 1942. Desmococcus captivus ingår i släktet Desmococcus och familjen pärlsköldlöss. Inga underarter finns listade i Catalogue of Life.